# Eremoleon impluviatus
Eremoleon impluviatus är en insektsart som först beskrevs av Gerstaecker 1894.  Eremoleon impluviatus ingår i släktet Eremoleon och familjen myrlejonsländor. Inga underarter finns listade i Catalogue of Life.